# Potamyia psamathe
Potamyia psamathe là một loài Trichoptera trong họ Hydropsychidae. Chúng phân bố ở miền Cổ bắc.